# Кошь
Кошь (бел. Кош) — деревня в Мстиславском районе Могилёвской области Белоруссии. Входит в состав Ракшинского сельсовета.

## География
Деревня находится в северо-восточной части Могилёвской области, в пределах Оршанско-Могилёвской равнины, к югу от автодороги Р96, на расстоянии примерно 20 километров (по прямой) к западу от Мстиславля, административного центра района. Абсолютная высота — 201 метр над уровнем моря.

## История
В конце XVIII века деревня входила в состав Мстиславского воеводства Великого княжества Литовского. Имелась православная церковь.
Согласно «Списку населенных мест Могилёвской губернии» 1910 года издания населённый пункт являлся центром Кошского сельского общества Долговичской волости Чериковского уезда Могилёвской губернии. Имелось 46 дворов и проживало 264 человека (118 мужчин и 146 женщин).

## Население
По данным переписи 2009 года, в деревне проживало 24 человека.

## Транспорт
Имеется одноимённый остановочный пункт железнодорожной линии Орша — Унеча Белорусской железной дороги.